# Sieghardt von Köckritz

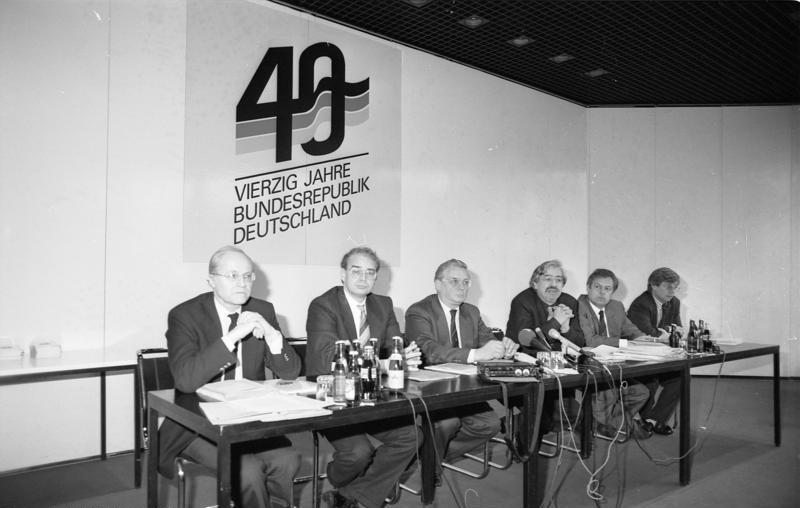
Sieghardt von Köckritz (links) auf der Ausstellungseröffnung 40 Jahre Bundesrepublik Deutschland 1989 in Bonn

Sieghardt Wilhelm Hermann Paul Joachim von Köckritz (* 3. September 1928 in Königsberg (Preußen); † 17. August 1996 in Sankt Augustin) war ein deutscher Ministerialbeamter.

## Familie
Sieghardt von Köckritz war der erste Sohn des Oberst Harald von Köckritz (1893–1961) und dessen Ehefrau Annemarie Heye (1903–1995).
Er heiratete am 29. August 1955 in Stolzenfels-Kapellen Elisabeth Giesen (* 23. November 1928). Das Paar hatte folgende Kinder:
- Isabella (* 1956)
- Clemens (* 1958)
- Victoria (* 1960)
- Donata (* 1967)

## Leben
Er studierte an der Rheinischen Friedrich-Wilhelms-Universität Bonn Rechtswissenschaften. 1950 wurde er Mitglied des Corps Borussia Bonn. Nach Abschluss des Studiums, der Promotion zum Dr. jur. und dem Referendariat trat er in den Dienst des Bundesministeriums des Inneren ein. 1960 war er Regierungsassessor. Als Sportreferent wurde er von Werner Maihofer 1974 zum Leiter der neu geschaffenen Unterabteilung für Kultur und Angelegenheiten der Vertriebenen, Flüchtlinge und Kriegsgeschädigten ernannt. Er wurde Ministerialdirektor. 1993 trat er in den Ruhestand. Von 1993 bis 1996 war er Vorsitzender des Arbeitskreises selbständiger Kultur-Institute (kurz AsKI).
Besonders verdient machte er sich um den kulturellen Wiederaufbau in den neuen Bundesländern nach der Wiedervereinigung. In der Ära Kohl gelang es ihm, das Kulturbudget des Bundes von 386 Millionen auf zuletzt über 1,3 Milliarden Mark zu steigern. J. Michael Möller schrieb 2005 in einem Artikel in Der Welt: „Dort (in den Reihen der Künstler und Kulturinstitute) war Kohls höchst effizienter Kultursherpa Sieghard von Köckritz unvergessen“. In dem am 13. Mai 2012 vom Deutschlandfunk ausgestrahlten Hörspiel von Florian Felix Weyh: Der Kulturfunktionär – Auf der Suche nach einem scheuen Wesen wird er als „der heimliche Kulturminister der Bundesrepublik Deutschland in den 70er- und 80er-Jahren“ charakterisiert.

## Ehrungen
- Kulturgroschen des Deutschen Kulturrats[7], 1992
- Festschrift anlässlich seiner Pensionierung: Wanderungen durch die Kulturpolitik, 1993, herausgegeben von Staatssekretär Günter Ermisch
- Sieghardt-von-Köckritz-Preis, gestiftet 1999 von der Deutschen Stiftung Denkmalschutz

## Schriften
- Die Bedeutung des Willens für den Verbrechensbegriff Carpzovs in der Practica nova imperialis Saxonica rerum criminalium, 1956
- Bundeshaushaltsordnung, Kommentar, Lieferung 1, 1970 (Grundwerk)
- Bundeshaushaltsordnung, Kommentar, Lieferung 2, 1972
- Bundeshaushaltsordnung, Kommentar, 1975
- Bundeshaushaltsordnung, Kommentar, 1977
- Nationalbibliotheken im Jahr 2000 (Festgabe für Günther Pflug zum 65. Geburtstag), 1988 (Herausgeber zusammen Kurt Nowak unter Mitarbeit von Maria Daab)